# Levant
Levant és una població dels Estats Units a l'estat de Maine (EUA). Segons el cens del 2000 tenia 2.171 habitants.

## Demografia
Segons el cens del 2000, Levant tenia 2.171 habitants, 784 habitatges, i 609 famílies. La densitat de població era de 28 habitants/km².
Dels 784 habitatges en un 39,7% hi vivien nens de menys de 18 anys, en un 66,2% hi vivien parelles casades, en un 7,4% dones solteres, i en un 22,2% no eren unitats familiars. En el 16,8% dels habitatges hi vivien persones soles el 4,8% de les quals corresponia a persones de 65 anys o més que vivien soles. El nombre mitjà de persones vivint en cada habitatge era de 2,77 i el nombre mitjà de persones que vivien en cada família era de 3,09.
Per edats la població es repartia de la següent manera: un 29,1% tenia menys de 18 anys, un 6,7% entre 18 i 24, un 34,7% entre 25 i 44, un 22,3% de 45 a 60 i un 7,2% 65 anys o més.
L'edat mediana era de 35 anys. Per cada 100 dones de 18 o més anys hi havia 100,7 homes.
La renda mediana per habitatge era de 41.290 $ i la renda mediana per família de 45.368 $. Els homes tenien una renda mediana de 32.214 $ mentre que les dones 22.431 $. La renda per capita de la població era de 18.671 $. Entorn del 9% de les famílies i el 10,6% de la població estaven per davall del llindar de pobresa.